# Michal Holý
Michal Holý (ur. 29 maja 1990 w Pilźnie) – czeski futsalista, reprezentant Czech, zawodnik SK Interobal Plzeň.

## Kariera klubowa
Michal Holý swoją karierę zaczynał w zespole Indoss Plzeň, z którym w sezonie 2010/2011 awansował do pierwszej ligi. Kolejnym klubem tego zawodnika było Bohemians 1905 Praha. W sezonie 2011/2012 z tą drużyną wywalczył wicemistrzostwo kraju. W latach 2013–2015 był zawodnikiem FC Balticflora Teplic, z którą dwukrotnie zdobywał srebrne medale w krajowym czempionacie, a w sezonie 2013/2014 sięgnął po Puchar Czech. Na najwyższym szczeblu rozgrywkowym w Czechach rozegrał w sumie 92. mecze, w których zdobył 43. bramki. W sezonie 2015/2016 był zawodnikiem polskiego Red Devils Chojnice, z którym zdobył Puchar Polski oraz zajął czwarte miejsce w lidze. Od 2016 roku jest zawodnikiem SK Interobal Plzeň, z którym w 2020 roku został wicemistrzem Czech.

## Kariera reprezentacyjna
Michal Holý w reprezentacji do lat 21 zadebiutował w 2008 roku w przegranym przez czeską drużynę 2:9 meczu przeciwko Słowakom, w którym strzelił też swoją pierwszą bramkę. W młodzieżowej reprezentacji Czech w latach 2008-2011 wystąpił w sumie czternaście razy i strzelił trzy bramki. W pierwszej reprezentacji swojego kraju po raz pierwszy wystąpił w 2011 roku w przegranym 2:7 meczu z reprezentacją Słowacji podczas Turnieju Państw Wyszehradzkich, w którym też zdobył pierwszego gola. W 2014 roku ze swoją reprezentacją zajął drugie miejsce w Pucharze Kontynentalnym rozgrywanym w Kuwejcie, w którym w finale jego drużyna uległa Argentyńczykom 2:6, lecz Holý strzelił jedną z bramek. W 2015 roku wystąpił w turnieju eliminacyjnym do Euro 2016, w którym reprezentacja Czech zajęła drugie miejsce w grupie z reprezentacjami Słowenii, Norwegii i Francji. Na Mistrzostwach Europy wystąpił w dwóch meczach fazy grupowej i strzelił bramkę w meczu przeciwko reprezentacji Azerbejdżanu, lecz reprezentacja Czech nie awansowała do kolejnej fazy turnieju.